# (2761) Eddington
(2761) Eddington – planetoida z grupy pasa głównego asteroid okrążająca Słońce w ciągu 5 lat i 145 dni w średniej odległości 3,08 j.a. Została odkryta 1 stycznia 1981 roku w Lowell Observatory (Anderson Mesa Station) przez Edwarda Bowella. Nazwa planetoidy pochodzi od Arthura Eddingtona (1882-1944), brytyjskiego astrofizyka. Przed nadaniem nazwy planetoida nosiła oznaczenie tymczasowe (2761) 1981 AE.